# ليونا لويس
ليونا لويس (بالإنجليزية: Leona Lewis)‏ (3 أبريل 1985) هي فنانة بريطانية الحائزة على لقب إكس فاكتور النسخة البريطانية في جزئه الثالث عام 2006. أغنيتها Bleeding Love حققت نجاحاًَ عالمياً منقطع النظير وغير متوقع بالنسبة لفنانة في بدايتها الفنية ومتخرجة من برنامج هواة، لم يقتصر نجاحها في وطنها بريطانيا فقط حيث كانت أغنيتها أسرع الأغاني مبيعاً وكان ألبومها ثاني أكثر الألبومات مبيعاً وأغنيتها أكثر الأغنيات مبيعاً، انتقل نجاحها إلى بقية أنحاء العالم فأغنيتها احتلت المركز الأول في أكثر من 25 دولة عالمية يتضمن أمريكا التي تعتبر أهم الدول على الإطلاق وهنا يجدر الإشارة إلى أن ليونا لويس هي رابع فنانة بريطانية على الإطلاق تحصل أغنيتها على المركز الأول في أمريكا بعد بيتولا كلارك، دستي سبرينغفيلد وكيم وايلد. ولم تكتفي ليونا بهذا التسجيل إنما حققت إنجازاً آخراً فألبومها ما إن أصدر في أمريكا حتى احتل المركز الأول وهي أول فنانة بريطانية جديدة تحتل هذا المركز. أما في العالم فليونا احتلت المركز الأول في قائمتين الألبومات والأغاني.

## نبذة

### بداياتها
بدأت ليونا لويس مسيرتها الفنية عندما كان عمرها 10 سنوات حيث كانت تتدرب في الأوبرا المجاورة لمنزلها في لندن. تأثرت ليونا بوالدها الجنوب أمريكي ذا الأصول الغيانية من الطبقة الكادحة السمراء ولعله هو من ورث لها الصوت الجميل حيث تأثرت به منذ صغرها أما والدتها ماريا لويس الإنجليزية الأصل وموظفة اجتماعية. التحقت ليونا منذ طفولتها وفي سن الخامسة في عدة مدارس ابتداءً بمدرسة سيلفيا والأكايمية الإيطالية وانتهاءً بمدرسة بريت. أول أغنية خاصة تكتبها ليونا لويس كانت في فترة المراهقة وتحديداً في سن الثانية عشر حيث اشتركت بها في أكثر من مسابقة حاصلةً على عدد جوائز التي تبين مدى الاهتمام الموسيقي الذي حصلت عليه منذ صغرها. ومن المعروف أن لويس عندما انتهت من الدراسة بدأت تحصل على عدد من الوظائف البسيطة كعاملة في مطاعم بيتزا هت من أجل الحصول ليس على لقمة العيش وإنما من أجل الحصول على فرصة من أجل تسجيل أغاني خاصة حيث قامت بتسجيل ألبوم كامل مع إحدى الشركات غير المعروفة التي أصدرته بعد شهر فقط من إصدار ألبوم ليونا الرسمي ما جعل شركة سوني تقوم بسحب الألبوم من الأسواق وهذا لا يعني أن الجمهور لم يستمع إلى الألبوم إنما تسرب إلى عدة مواقع بينها يوتوب. عندما أحست ليونا أن مصيرها النهائي هو الغناء قررت الاشتراك أخيراً في البرنامج الشهيرة إكس فاكتور بعد أن ساعدها حبيبها لو الشمعة البريطاني سوري الأصل.

### إكس فاكتور
اتخذت لويس قرارها في 2006 وانضمت إلى البرنامج الشهير بمساعدة عشيقها وحققت لويس هدفها المنشود عندما غنت "Over the Rainbow" الأغنية التي جعلت الأضواء تتوجه إلى لويس حيث تم تتوجيها لقب البرنامج وحصلت على 1 مليون جنيه إسترليني كما دعمها رجل الأعمال المعروف والعضو في لجنة حكم البرنامج، سايمون كاول، الذي يعتبر ليونا لويس أجمل صوت نسائي في العالم حسب لقائه مع أوبرا وينفري في منتصف شهر مارس،2008 ولا يخفى إعجاب سايمون بها في إكس فاكتور على الرغم من الانتقادات اللاذعة التي يحصل عليها المشتركين الآخرون حيث كان يقارن ليونا لويس بفنانات كبار لهن باع طويل في الفن مثل ماريا كاري وويتني هيوستن وسيلين ديون. ومن الغريب أن الفرقة البريطانية المغرورة وصاحبة أعلى المبيعات في بريطانيا تيك ذات قامت بدعم ليونا في الحفل النهائي للبرنامج وغنت معها "A Million Love Songs" واحدة من الأغاني الكلاسيكية المحببة للفرقة والتي طرحت في عام 1992. ومن بين ما حدث في ذلك الحفل أيضاً أن غاري بارلو، أحد أعضاء الفرقة، همس سايمون مادحاً ليونا بوصفها أنها أفضل 50 مرة من أي مشترك اشترك في البرنامج على الإطلاق ونصحه أن يستفيد من هذه الموهبة. مليون نسخة من الأغنية الأولى التي تم إنتاجها هدية لليونا بمناسبة نجاحها تم طلبها بواسطة الأسواق وهي أغنية "A Moment like This" التي في الأساس أغنية الأمريكية كيلي كلاركسون، تم تسجيل الأغنية على نسختين واحدة بصوت ليونا أما الثانية بصوت المشترك الآخر الذي كان ينافسها في النهائي حيث كان الفائز مجهول حينها وعندما تم اختيار ليونا كنجمة البرنامج تم إصدار هذا السنغل بصوتها واحتل المركز الأول في كل من بريطانيا وإيرلندا وتم اعتبارها أغنية الكريسمس. تم بيع جميع النسخ المليون التي أصدرت وتم ترشيح ليونا لنيل جائزة بريت أوورد لعام 2007 تقديراً لها لنجاح هذه الأغنية ولكنها خسرتها. بعد هذا النجاح الهائل وقعت ليونا مع شركة سايمون التابعة لمجموعة سوني كما وقعت عقداً قيمته 9.7 مليون دولار مع شركة كلايف ديفيد جي ريكوردز التي تكفلت بإنتاج أغاني وألبومات ليونا في الولايات المتحدة.

### 2007-2009: سبيريت
في 25 أبريل2007 أفصحت الصحافة الفنية عن تعاون فني جديد من نوعه بين سايمون كاول وكلايف ديفيد سوف يسفر عن ولادة ألبوم جديد والألبوم الأول لليونا لويس هو ألبوم سبيريت. وفي 24 سبتمبر2007 أحيت لويس حفلاً فنياً ساهراً في فندق ماندرين الشرقي في قلب مدينة لندن للإعلان عن ألبومها غنت فيه 4 أغانٍ من الألبوم. تم إصدار الألبوم في النصف الأول من شهر نوفمبر واحتل المركز الأول في أيرلندا بتاريخ 9 نوفمبر2007 ليكون أسرع الألبومات مبيعاً لفنانة جديدة وفي تاريخ 12 نوفمبر2007 حصل الألبوم على المركز الأول أيضا في المملكة المتحدة وأصبح أسرع الألبومات مبيعاً لفنانة جديدة أي كما حصل في أيرلندا. أما أغنية "Bleeding Love" فقد احتلت المركز الأول أيضاً في الدولتين والتاسع في العالم. بعد هذا النجاح المحلي بدأت لويس تتطلع للعالم فبدأت بالدول الأوربية كألمانيا، نيوزيلندا، النمسا وسويسرا حيث طرح سبيريت في بداية شهر يناير2008 كما طرح في أستراليا بنفس التاريخ واحتل المركز الأول في معظم الدول.

### 2009-الوقت الحاضر: إيكو
تم إصدار البومها الجديد «إيكو» في 9 نوفمبر 2009  حيث سجل باكمله في مدينة لوس انجلوس الأمريكية ويضم 14 أغنية وبالتعاون مع العديد من الفنانين مثل جاستن تيمبرلك، ماكس مارتن وأخرون، وقد أصدرت أغاني كاغنية منفردة بعنوان "Happy" في 15 سبتمبر 2009. والذي احتلت المركز الأول في بريطانيا لعدة أسابيع وقد صورت فيديو كليب للأغنية. ثم أغنية "Ï Got You" من الحان العالمي King of tech RE مطلع 2010. سرعان ما احتل الالبوم المرتبة الأولى في بريطانيا بمبيعات فاقت 750,000 نسخة حاصدة على اسطوانتين بلاتينيتين وواحدة ذهبية في سويسرا.

### حياتها الخاصة
كما تزوجت من عشيقها رجل الأعمال الأسترالي كريس هيمفرلن في مارس 2007

## ديسكوجرافيا

### ألبومات
- سبيريت 2007-2009
- إيكو 2009-الوقت الحاضر

| الاسم  | معلومات                                         | المبيعات                                                        | السباقات | السباقات | السباقات | السباقات | السباقات |
| الاسم  | معلومات                                         | المبيعات                                                        | بريطانيا | أيرلندا  | أمريكا   | العالم   |          |
| ------ | ----------------------------------------------- | --------------------------------------------------------------- | -------- | -------- | -------- | -------- | -------- |
| Spirit | - طرح في 9 نوفمبر 2007 - الشركة: سيكو للتسجيلات | - التسجيلات: 3× بلانتينيوم - المبيعات البريطانية: 1,590,000     | 1        | 1        | 1        | 1        |          |
| Echo   | - طرح في 9 نوفمبر 2009 - الشركة: سيكو للتسجيلات | - التسجيلات: x2 بلانتينيوم - المبيعات البريطانية: +750,000 نسخة | 1        | 2        | 13       | -        |          |

### الأغاني
| العام     | الأغنية                                   | المركز   | المركز | المركز     | المركز | المركز  | المركز   | المركز    | المركز | المركز | المركز   | المركز  | المركز  | المركز | المركز | المركز | المركز  | المركز  | المركز | المركز | المركز | الألبوم |
| العام     | الأغنية                                   | بريطانيا | أمريكا | أمريكا بوب | كندا   | أيرلندا | أستراليا | نيوزيلندا | هولندا | بلجيكا | أستراليا | ألمانيا | النرويج | بولندا | سويسرا | فرنسا  | بلغاريا | إيطاليا | تايوان | أوروبا | العالم | الألبوم |
| --------- | ----------------------------------------- | -------- | ------ | ---------- | ------ | ------- | -------- | --------- | ------ | ------ | -------- | ------- | ------- | ------ | ------ | ------ | ------- | ------- | ------ | ------ | ------ | ------- |
| 2006      | "A Moment like This"                      | 1        | —      | —          | —      | 1       | —        | —         | —      | —      | —        | —       | —       | —      | —      | —      | —       | —       | —      | 14     | 9      | Spirit  |
| 2007/2008 | "Bleeding Love"                           | 1        | 1      | 1          | 1      | 1       | 1        | 1         | 1      | 1      | 1        | 1       | 1       | 1      | 1      | 1      | 1       | 1       | 1      | 1      | 1      | Spirit  |
| 2008      | "Better in Time" 1                        | 2        | 62     | 45         | 24     | 4       | —        | 9         | —      | —      | —        | —       | —       | 48     | —      | —      | 13      | —       | —      | 18     | 23     | Spirit  |
| 2008      | "Footprints in the Sand" 1                | 2        | —      | —          | —      | —       | —        | —         | —      | —      | —        | —       | —       | —      | —      | —      | —       | —       | —      | 18     | —      | Spirit  |
| 2008      | "All the Man That I Need" (مع Nickelback) | —        | —      | —          | —      | —       | —        | —         | —      | —      | —        | —       | —       | —      | —      | —      | —       | —       | —      | —      | —      |         |
| 2009      | "Happy" 1                                 | 1        | —      | —          | —      | —       | —        | 35        | —      | —      | —        | —       | —       | —      | —      | —      | —       | —       | —      | —      | —      | Echo    |

## أغنية فيلم أفاتار
عام 2009 سجلت ليونا أغنية فيلم الخيال العلمي أفاتار والتي بعنوان «أراك» (بالإنجليزية: I See You)‏ وتم إصدارها في ألبوم المقاطع الغنائية للفيلم، كتبها سيمون فرانجلن ولحنها جيمس هورنر بالتعاون مع سيمون أيضا. والذي يذكر أنهما كتبا ولحنا أغنية سيلين ديون "My heart will go on"الحائزة على أوسكار أفضل أغنية لفيلم التايتانيك للمخرج نفسه. رشحت الأغنية لجائزة الجولدن غلوب لأفضل أغنية فيلم. تم تصوير فيديو للإغنية وطرحت في 15 ديسمبر 2009. فيديوكليب الأغنية على اليوتوب على يوتيوب، وقد تصدر الأغنية كأغنية منفردة مطلع 2010.

## الجوائز
| العام | الجائزة                                 | التصنيف                                        | النتيجة |
| ----- | --------------------------------------- | ---------------------------------------------- | ------- |
| 2007  | 2007 BRIT Awards                        | British Single A Moment like This              | رشحت    |
| 2007  | Ivor Novello Awards                     | Best Selling British Single A Moment like This | فازت    |
| 2007  | Cosmopolitan Ultimate Woman of the Year | Newcomer of the Year                           | فازت    |
| 2007  | The Record of the Year                  | The Record of the Year Bleeding Love           | فازت    |
| 2008  | Virgin Media Music Awards 2007          | Best Track Bleeding Love                       | فازت    |
| 2008  | 2008 BRIT Awards                        | British Female Solo Artist                     | رشحت    |
| 2008  | 2008 BRIT Awards                        | British Breakthrough Act                       | رشحت    |
| 2008  | 2008 BRIT Awards                        | British Album Spirit                           | رشحت    |
| 2008  | 2008 BRIT Awards                        | British Single Bleeding Love                   | رشحت    |
| 2008  | World Music Awards                      | Best Pop Female                                | فازت    |
| 2008  | World Music Awards                      | Best New Artist                                | فازت    |
| 2008  | World Music Awards                      | Best R'n'B Artist                              | رشحت    |

## روابط خارجية
- ليونا لويس على موقع IMDb (الإنجليزية)
- ليونا لويس على موقع ميتاكريتيك (الإنجليزية)
- ليونا لويس على موقع روتن توميتوز (الإنجليزية)
- ليونا لويس على موقع ألو سيني (الفرنسية)
- ليونا لويس على موقع ميوزك برينز (الإنجليزية)
- ليونا لويس على موقع رولينغ ستون (الإنجليزية)
- ليونا لويس على موقع أول موفي (الإنجليزية)
- ليونا لويس على موقع قاعدة بيانات برودواي على الإنترنت (الإنجليزية)
- ليونا لويس على موقع قاعدة بيانات الأفلام السويدية (السويدية)
- ليونا لويس على موقع إن إن دي بي (الإنجليزية)